# Сукачов Борис Іванович
Бори́с Іва́нович Сукачо́в (8 серпня 1928, село Боромля, тепер Тростянецького району Сумської області — 11 грудня 2015, місто Ромни Сумської області) — український радянський діяч, бригадир тракторної бригади, голова колгоспу «Більшовик» Роменського району Сумської області. Герой Соціалістичної Праці (31.12.1965). Депутат Верховної Ради УРСР 8—9-го скликань.

## Біографія
З 1943 року — учень курсів трактористів, тракторист Боромлянської машинно-тракторної станції Тростянецького району Сумської області. Служив у Військово-Морському флоті СРСР.
У 1953—1958 роках — диспетчер, бригадир комсомольсько-молодіжної тракторної бригади Боромлянської машинно-тракторної станції Тростянецького району Сумської області; бригадир тракторної бригади Засульської машинно-тракторної станції Роменського району Сумської області.
Освіта середня спеціальна. Закінчив Роменський сільськогосподарський технікум у Сумській області.
Член КПРС з 1958 року.
У 1958—1979 роках — бригадир тракторної бригади колгоспу «Більшовик» села Пустовійтівка Роменського району Сумської області.
У 1979—1994 роках — голова колгоспу «Більшовик» Роменського району Сумської області.
Потім — на пенсії в місті Ромнах Сумської області.

## Нагороди
- Герой Соціалістичної Праці (31.12.1965)
- два ордени Леніна (;31.12.1965)
- орден Жовтневої Революції
- орден Трудового Червоного Прапора
- медалі